# 루티노
루티노(이탈리아어: Rutino)는 이탈리아 캄파니아주 살레르노도에 위치한 코무네다.